# Campeonato Guianense de Futebol de 2024
A GFF Elite League 2024 foi a 20ª edição oficial do Campeonato Guianense de Futebol, e a 6ª no atual formato. Foi organizada pela Federação de Futebol da Guiana e contou com 10 clubes na disputa.
A temporada teve início em 25 de fevereiro, sendo antecipada pela janela de transferência de atletas entre as equipes, que ocorreu no mês de janeiro. A partida inaugural desta edição foi realizada entre o atual defensor do título Guyana Defence Force FC e o Santos Football Club (Georgetown).
A equipe campeã foi o Defence Force FC, que conquistou o primeiro tricampeonato da liga, com uma rodada de antecedência, e classificou-se para a CONCACAF Caribbean Club Shield de 2025.

## Equipes participantes
Classificaram-se para esta temporada as 8 equipes melhores colocadas na edição anterior do torneio, mais os 2 times promovidos do play-off da segunda divisão. A equipe do Monedderlust FC está de volta à liga, após o rebaixamento na temporada 2016-17, assim como o Slingerz FC, campeão da Elite League 2015-16, que retorna após 8 anos fora da disputa.
| Aumento | Equipes promovidas da Segunda Divisão de 2023-24 |

| Time               | Cidade      | Colocação em 2023         | Participações na liga | Melhor resultado na liga(LIG) |
| ------------------ | ----------- | ------------------------- | --------------------- | ----------------------------- |
| Ann's Grove United | Georgetown  | 7º colocado               | 4ª                    | 7º colocado (2022-23)         |
| Buxton United FC   | Buxton      | 6º colocado               | 6ª                    | 4º colocado (2016-17)         |
| Den Amstel FC      | Leonora     | 5º colocado               | 4ª                    | 3º colocado (2017-18)         |
| Fruta Conquerors   | Georgetown  | 8º colocado               | 6ª                    | Campeão (2017-18, 2019)       |
| Defence Force FC   | Georgetown  | Campeão                   | 6ª                    | Campeão (2016-17, 2022-23)    |
| Monedderlust FC    | Zee Lust    | Campeão (2ª Divisão)      | 3ª                    | 6º colocado (2016-17)         |
| Police FC          | Georgetown  | 3º colocado               | 3ª                    | 3º colocado (2022-23)         |
| Santos FC          | Georgetown  | 4º colocado               | 3ª                    | 4º colocado (2022-23)         |
| Slingerz FC        | Vergenoegen | Vice-campeão (2ª Divisão) | 2ª                    | Campeão (2015-16)             |
| Western Tigers FC  | Georgetown  | Vice-campeão              | 4ª                    | Vice-campeão (2019, 2022-23)  |

## Regulamento
As dez equipes jogam entre si em sistema de turno e returno. Ao final das 18 rodadas, a equipe que somar mais pontos será declarada campeã da liga e receberá o prêmio de 2 milhões de dólares.
As duas equipes piores colocadas na tabela final serão rebaixadas, podendo a penúltima colocada disputar o play-off da Segunda Divisão e retornar à liga.
O segundo turno do campeonato iniciou-se em 25 de maio de 2024, com a realização de duas partidas da 10ª rodada.

## Transmissão
Pela segunda vez na história do futebol guianense, todos os jogos da liga serão transmitidos ao vivo pelo FIFA+, a plataforma oficial da FIFA, disponível globalmente.

## Patrocinadores
Pelo segundo ano consecutivo, a rede de restaurantes KFC é o principal patrocinador do torneio. A NAMILCO (National Milling Company of Guyana Inc.) também apoia a disputa.
Além do campeão da GFF Elite League, que recebe 2 milhões de dólares guianenses, o vice-campeão ganhará um prêmio 1,2 milhão de dólares. O terceiro colocado será premiado com 800 mil dólares e o quarto colocado com 500 mil dólares guianenses.

## Classificação final
| #  | Equipa                 | J  | V  | E | D  | GP | GC | SG  | Pts | Classificação                        |
| -- | ---------------------- | -- | -- | - | -- | -- | -- | --- | --- | ------------------------------------ |
| 1  | GDF (C)                | 18 | 16 | 2 | 0  | 72 | 10 | +62 | 50  | Caribbean Club Shield                |
| 2  | Slingerz FC            | 18 | 14 | 4 | 0  | 76 | 10 | +66 | 46  | Salvos                               |
| 3  | Police FC              | 18 | 13 | 1 | 4  | 51 | 22 | +29 | 40  | Salvos                               |
| 4  | Western Tigers FC      | 18 | 9  | 1 | 8  | 58 | 36 | +22 | 28  | Salvos                               |
| 5  | Santos                 | 18 | 9  | 1 | 8  | 39 | 24 | +15 | 28  | Salvos                               |
| 6  | Den Amstel FC          | 18 | 5  | 5 | 8  | 20 | 32 | −12 | 20  | Salvos                               |
| 7  | Fruta Conquerors       | 18 | 5  | 1 | 12 | 20 | 43 | −23 | 16  | Salvos                               |
| 8  | Monedderlust FC        | 18 | 4  | 4 | 10 | 18 | 60 | −42 | 16  | Salvos                               |
| 9  | Ann's Grove United (R) | 18 | 4  | 2 | 12 | 19 | 59 | −40 | 14  | Rebaixado para 2ª Divisão de 2024-25 |
| 10 | Buxton United FC (R)   | 18 | 0  | 1 | 17 | 9  | 86 | −77 | 1   | Rebaixado para Liga Regional         |

Última atualização em 29 de setembro de 2024
Fonte: Soccerway
Regras para classificação: 1º pontos; 2º saldo de gols; 3º gols pró.
(C) = Campeão; (R) = Rebaixado; (P) = Promovido; (O) = Vencedor do play-off; (A) = Classificado para a próxima fase. 
Somente aplicável se a temporada não tiver terminado: 
(Q) = Classificado para a fase do torneio indicada; (TQ) = Classificado para o torneio, mas não para a fase indicada; (DQ) = Desclassificado do torneio.

## Premiação
| Campeonato Guianense de Futebol de 2024 |
| Guiana                                  |
| --------------------------------------- |
| Defence Force FC (3º título)            |